# Arrhyton dolichura
Arrhyton dolichura — вид змій родини полозових (Colubridae). Ендемік Куби.

## Поширення і екологія
Arrhyton dolichura мешкають на північному сході Куби, на півночі провінцій Аретеміса, Гавана і Маябеке та на північному сході провінції Матансас. Вони живуть у вічнозелених і широколистяних сухих тропічних лісах.